# 阿加特·巴克-格伦达尔
阿加特·巴克-格伦达尔（挪威語：Agathe Backer-Grøndahl；1847年12月1日—1907年6月4日），挪威钢琴家，作曲家。早年学习钢琴演奏，很快成为一名出色的音乐会钢琴家。1865年到柏林学习，后又到魏玛师从李斯特，并与格里格成为好友。晚年因病致聋，不得不放弃演出。她的作品数量很多，艺术歌曲优美动听，而为钢琴而作的许多练习曲则有辉煌的演出效果。

## 外部連結
- 阿加特·巴克-格伦达尔的免费乐谱，由国际乐谱典藏计划提供
- 公有領域聲樂檔案館上阿加特·巴克-格伦达尔的作品